# Штрихування (геометрія)
Штрихува́ння  (від нім. Schraffierung) — спосіб надання об'ємності в  геометрії, коли ділянку покривають рівномірно розташованими однаковими структурними елементами: паралельними лініями,  точками, якимись іншими значками. Якщо тепер подивитися на ділянку здалеку, то буде здаватися, що вона зафарбована рівномірно.